# Visoki povjerenik Ujedinjenih naroda za ljudska prava
Ured Visokog povjerenika Ujedinjenih naroda za ljudska prava, (engleski: Office of the United Nations High Commissioner for Human Rights), poznat i kao Ured Visokog povjerenika za ljudska prava (OHCHR) odjel je Tajništva Ujedinjenih naroda zadužen za promociju i zaštitu ljudskih prava garantiranih međunarodnim pravom, odnosno Općom deklaracijom o ljudskim pravima potpisanoj 1948. godine. Ured je osnovala Opća skupština Ujedinjenih Naroda 20. prosinca 1993. godine, nakon Svjetske konferencije o ljudskim pravima koja se održala te godine.